# Chloroscypha chloromela
Chloroscypha chloromela är en svampart som först beskrevs av W. Phillips & Harkn., och fick sitt nu gällande namn av Seaver 1931. Chloroscypha chloromela ingår i släktet Chloroscypha, ordningen disksvampar, klassen Leotiomycetes, divisionen sporsäcksvampar och riket svampar.   Inga underarter finns listade i Catalogue of Life.